# Équipe d'Estonie masculine de basket-ball
Cet article traite de l'équipe masculine. Pour l'équipe féminine, voir Équipe d'Estonie féminine de basket-ball.
Maillots
L'équipe d'Estonie masculine de basket-ball (en estonien : Eesti korvpallikoondis)  est l'équipe nationale qui représente l'Estonie dans les compétitions internationales masculine de basket-ball. Elle est placée sous l'égide de la Fédération d'Estonie de basket-ball (Eesti Korvpalliliit ou EKL). L'équipe est affiliée une première fois à la FIBA en 1934 puis une deuxième fois depuis 1991.
L'équipe a participé à son premier tournoi international aux Jeux olympiques de 1936. L'Estonie s'est également qualifiée pour l'EuroBasket à six reprises, ses meilleurs résultats ayant été obtenus en 1937 et 1939. Cependant, après 1939, l'Estonie a interrompu ses activités en équipe nationale en raison de l'occupation des États baltes pendant la Seconde Guerre mondiale. L'Estonie a ensuite réintégré la FIBA en 1991, après avoir recouvré son indépendance de l'Union soviétique.

## Parcours aux Jeux olympiques
- 1936 : 9e
- 1992 : Non qualifiée
- 1996 : Non qualifiée
- 2000 : Non qualifiée
- 2004 : Non qualifiée
- 2008 : Non qualifiée
- 2012 : Non qualifiée
- 2016 : Non qualifiée
- 2020 : Non qualifiée

## Parcours aux Championnats du Monde
- 1994 : Non qualifiée
- 1998 : Non qualifiée
- 2002 : Non qualifiée
- 2006 : Non qualifiée
- 2010 : Non qualifiée
- 2014 : Non qualifiée
- 2019 : Non qualifiée

## Parcours aux Championnats d'Europe des Nations

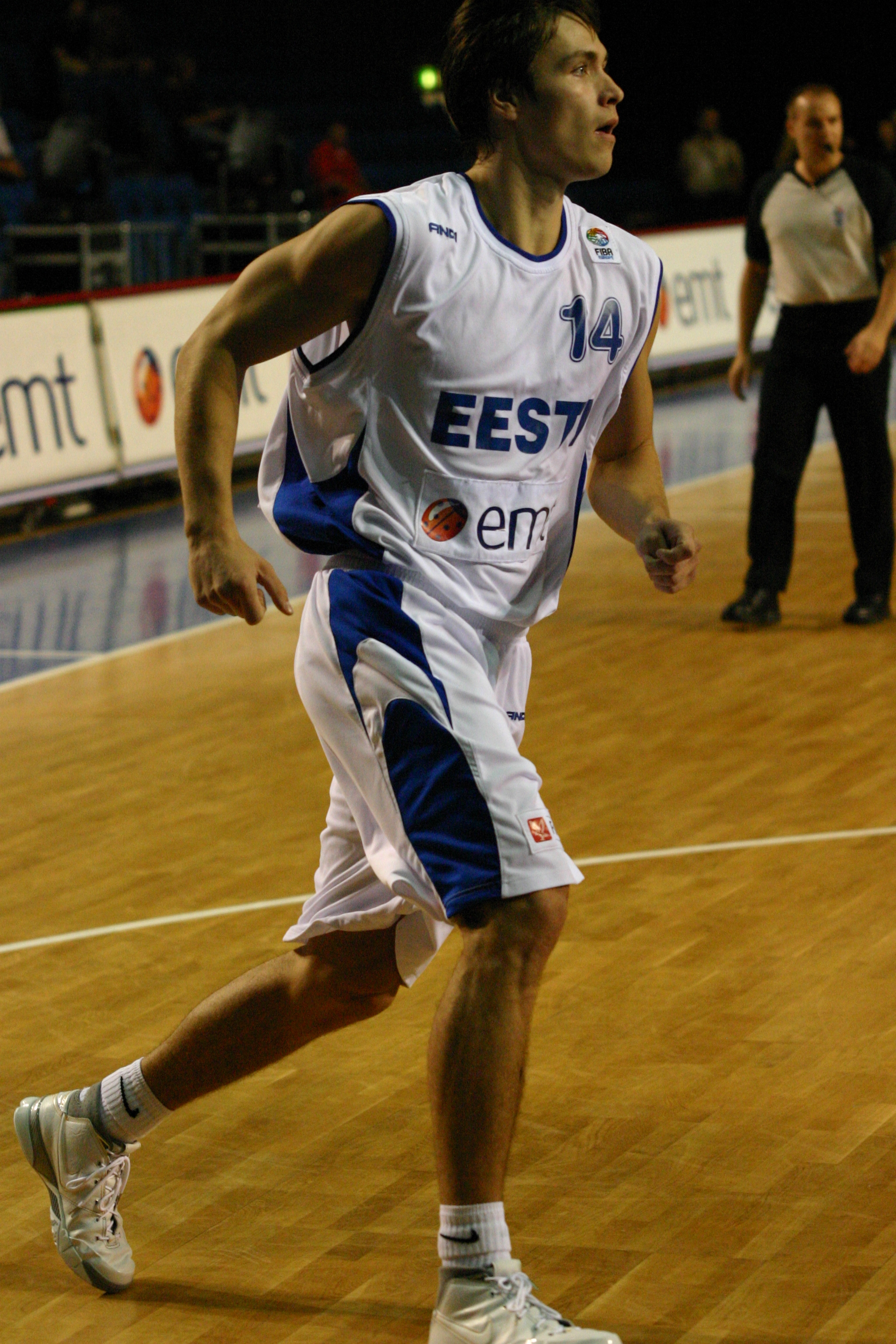
Kristjan Kangur en 2006, sous le maillot de l'équipe nationale

- 1935 : non engagée
- 1937 : 5e
- 1939 : 5e
- non engagée entre 1941 et 1991
- 1993 : 6e
- 1995 : Non qualifiée
- 1997 : Non qualifiée
- 1999 : Non qualifiée
- 2001 : 16e
- 2003 : Non qualifiée
- 2005 : Non qualifiée
- 2007 : Non qualifiée
- 2011 : Non qualifiée
- 2013 : Non qualifiée
- 2015 : 17e
- 2017 : Non qualifiée
- 2022 : 19e

## Joueurs marquants
- Martin Müürsepp
- Tiit Sokk